# 魔鬼怪嬰
《魔鬼怪嬰》（英語：Rosemary's Baby）是一部1968年的美國驚悚／恐怖片，由羅曼·波蘭斯基執導。米亞·法羅、約翰·卡薩維蒂及露芙·高頓等主演。電影內容改編自艾拉·萊文於1967年發表的同名小說，描述一名女子發了一個怪夢後懷孕，卻發現她的孩子有可能是魔鬼之子。
電影大受好評，入圍及贏得不少獎項，亦被美國電影學會選為百年百大驚悚電影中的第九位。

## 劇情
1965年,蘿絲瑪麗和蓋伊 (渥浩斯夫婦) 遷居紐約市的布拉弗大樓。他們的朋友赫斯試圖勸阻他，並告知他們布拉弗大樓一些有關食人和謀殺事件的傳聞。 
入住後的某日，蘿絲瑪麗在地下室的洗衣間認識了年輕女子泰麗吉佛里。她曾經流落街頭，被蘿絲瑪麗的鄰居(卡斯維老夫婦)帶回家照顧並戒斷了毒品，並與卡斯維夫婦同住。聊天當中，蘿絲瑪麗注意到卡斯維夫婦贈與泰麗的項鍊墜飾與它特殊的氣味。數日後晚間返回家中時，渥浩斯夫婦發現泰麗從七樓的卡斯維夫婦公寓窗戶墜樓身亡。 
渥浩斯夫婦很快地與卡斯維夫婦變成了朋友。米妮(卡斯維太太)把泰麗的墜飾送給了蘿絲瑪麗，並告訴她墜飾是個幸運符，而特殊的氣味則是來自於墜飾中藏著的植物(譚尼斯)根。由於某齣戲劇的主演員莫名的失明讓蓋伊得到了演出的機會，搬遷和事業兩得意的狀況下，他跟蘿絲瑪麗提議孕育一個他們的小孩。   
在預期受孕的那晚，米妮帶了兩杯巧克力慕斯給他們品嚐。蘿絲瑪麗吃完後便迅速地昏迷，經歷了做夢般的情景 - 在全裸的 蓋伊、卡斯維夫婦、及其他布拉弗大樓租戶 面前被一個惡魔強暴，隔日醒來後她發現身上有爪痕。蓋伊說不想錯過讓她受孕的機會，所以才會和失去意識的她發生性行為。隨後蘿絲瑪麗發現自己懷孕了，而預產期是1966年6月28日，她計畫給好友愛麗絲推薦的希爾醫生擔任自己的產科照護。然而卡斯維夫婦堅持推薦他們的朋友 亞伯拉罕醫師，而亞伯拉罕醫師吩咐米妮每天製作健康飲品給蘿絲瑪麗喝。   
懷孕的前三個月，蘿絲瑪麗感受強烈的腹痛、持續體重減輕，外貌呈現非比尋常的蒼白，並且極度渴望食用生肉和雞肝。當赫斯探望憔悴的蘿絲瑪麗，並得知她不斷被餵用譚尼斯根，他不厭其煩地做了許多調查。正當赫斯要告訴蘿絲瑪麗自己的調查結果時，他便突然陷入昏迷狀態。而不安的蘿絲瑪麗告知蓋伊自己想給希爾醫生檢查看看，引起蓋伊強烈的憤怒。但於此期間，奇怪的腹痛卻無故消失了。   
三個月後赫斯過世了，他在昏迷前有短暫清醒過來，指示他的摯友葛瑞絲卡迪芙女士帶給蘿絲瑪麗一本關於巫術的書籍，以及一個意味不明的神秘訊息。「名字是變位字。」蘿絲瑪麗由此順利推論出Roman Castevet（羅曼卡斯維 老先生）其實真實名字是Steven Marcato。而Steven Marcato是某個被指控為撒旦教徒的前布拉弗大樓居民。所以她懷疑她年長的鄰居們跟亞伯拉罕醫師都是撒旦聚會的成員，並對她的新生兒有著惡毒的計畫。她也懷疑蓋伊有與他們秘密合作，目的是想取得自己演藝事業上的更高發展。   
非常不安焦慮的蘿絲瑪麗把她所有的懷疑告訴了希爾醫師，但他卻覺得蘿絲瑪麗得了產前妄想症並通知了蓋伊跟亞伯拉罕醫師。他們告訴蘿絲瑪麗，只要她乖乖合作，她和小寶寶都不會受到傷害。分娩時她被亞伯拉罕醫師麻醉昏迷，醒來後卻被告知孩子已經難產死了，使得她完全不肯相信。   
某日蘿絲瑪麗在大廳壁櫥裡發現通往卡斯維夫婦公寓的密門，並從密門的另一側傳來小嬰兒哭聲。蘿絲瑪麗利用它潛入卡斯維夫婦公寓後赫然看到許多布拉弗公寓的住戶跟亞伯拉罕醫師都聚集著探視她的新生兒。他們說「它有它父親一樣的眼睛。」，蘿絲瑪麗便跳出來抗議說蓋伊的雙眼不是如此。   
於是他們才解釋取名為 埃德里安 的新生兒，真實父親並不是蓋伊而是惡魔。卡斯維老先生和其他聚會的女性催促蘿絲瑪麗擔任新生兒的母親角色，蓋伊也試圖安慰驚恐的蘿絲瑪麗。告訴她夫婦倆人會因此得到慷慨的獎賞，而且倆人以後也可以有第二個小孩是真正屬於他們的孩子，蘿絲瑪麗氣到在他臉上吐口水。米妮也勸解她應該感到榮耀，因為能被萬中選為撒旦孩子的母親。   
最終蘿絲瑪麗不情願地走進搖籃，並帶著一抹微笑輕輕搖晃安撫著小寶寶。   

## 演員
- 米娅·法罗 饰
- 約翰·卡薩維茲 饰
- 露芙·高頓 饰
- 西德尼·布拉默（英语：Sidney Blackmer） 饰
- 莫里斯·埃文斯（英语：Maurice Evans (actor)） 饰
- 拉爾夫·貝拉米（英语：Ralph Bellamy） 饰
- 安吉拉·多里安（英语：Victoria Vetri） 饰
- 帕齊·凱利（英语：Patsy Kelly） 饰
- 伊瑪琳·亨利（英语：Emmaline Henry） 饰
- 查爾斯·葛洛汀（英语：Charles Grodin） 饰
- 漢娜·蘭地（英语：Hanna Landy） 饰
- 菲利普·利茲（英语：Phil Leeds） 饰
- 多爾伏·馬汀（英语：D'Urville Martin） 饰
- 霍普·薩默斯（英语：Hope Summers） 饰
- 瑪麗安娜·戈登（英语：Marianne Gordon） 饰 的女友
- 溫德·華格納（英语：Wende Wagner） 饰 的女友
- 托尼·柯蒂斯 饰 唐勞·保加（未署名）

## 提名及獲獎
- 第41屆奧斯卡金像獎
  - 提名：最佳改編劇本獎
  - 勝出：最佳女配角獎—露芙·哥頓

## 製作
羅曼波蘭斯基選中了當時具備少女般無邪氣質的米亞·法羅，來飾演蘿絲瑪麗。米亞·法羅賠上了和法蘭克辛納屈的短命婚姻，卻成就了自己為人難忘的經典角色，她的瘦弱、神經質和那頭俏麗的短髮，完美詮釋了一個小婦人發覺幸福來自邪惡後的無助崩潰。而飾演隔壁老太太的露芙·哥頓，則以表面熱情的魔鬼信徒一角，拿下奧斯卡最佳女配角。反倒是演而優則導的男主角約翰·卡薩維蒂和波蘭斯基關係緊張。 

## 評價
外來的波蘭斯基為美國恐怖片貢獻了高度的質感，《失嬰記》叫好叫座，但同樣也召來不少麻煩。尤其是撒旦使出渾身解數使女主角受孕的場面，那狂野的夢像吸食迷幻藥後的瘋狂。而撒旦的孩子到底長成什麼樣子，有不少觀眾宣稱他們在電影中看到了，這更讓部分宗教團體視本片為邪物。 

## 公寓三部曲
波蘭斯基「公寓三部曲」分別為《反撥》、《失嬰記》、《怪房客》，這三部電影的場景分別設在倫敦、紐約、巴黎。

## 參注
1. https://v.qq.com/x/cover/w0sbfw5nfhfn5am/m0021y2g3ul.html
2. https://vip.1905.com/play/1478193.shtml
3. https://v.youku.com/v_show/id_XMzc5ODg2MDUy.html
4. https://tv.apple.com/sg/movie/umc.cmc.4pixcm0bg1euicffcuuetttaf?l=zh-Hans-CN

## 外部連結
- 互联网电影数据库（IMDb）上《魔鬼怪嬰》的资料（英文）
- TCM电影资料库上《魔鬼怪嬰》的资料（英文）
- AllMovie上《魔鬼怪嬰》的资料（英文）
- 爛番茄上《魔鬼怪嬰》的資料（英文）
- 電影對白 （页面存档备份，存于）
- William Castle's involvement in the film